# Dibamus somsaki
Dibamus somsaki är en ödleart som beskrevs av Honda, Nabhitabhata, Ota och Hikida 1997. Dibamus somsaki ingår i släktet Dibamus och familjen blindödlor. Inga underarter finns listade i Catalogue of Life.
Arten hittades i Khao Soi Dao nationalpark i Thailand. Honor lägger ägg.